# Scriptio continua

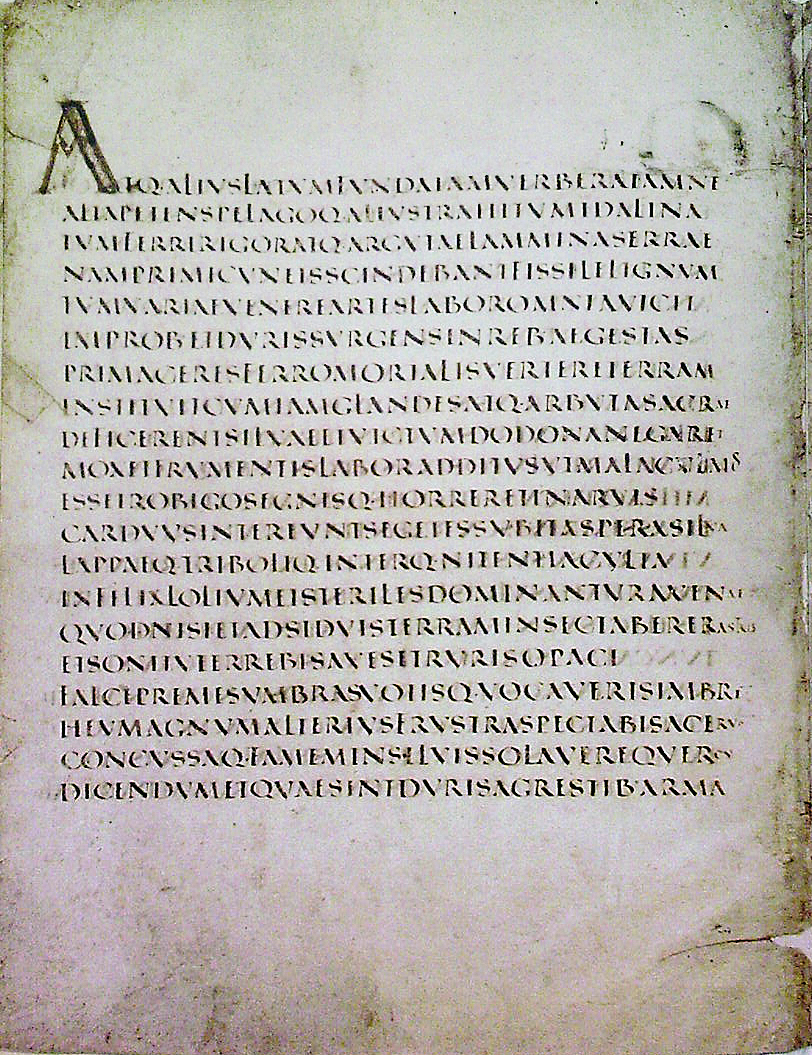
Przykład tekstu zapisanego stylem scriptio continua

Scriptio continua (łac. pismo ciągłe) – rodzaj tekstu pisanego, w którym poszczególne wyrazy są zapisywane w sposób ciągły, bez używania znaków interpunkcyjnych i przerw pomiędzy poszczególnymi słowami. Jest to często spotykany styl zapisu w starożytnych tekstach łacińskich i greckich. Przykłady tekstów zapisanych przy pomocy scriptio continua spotykane są jednak także w innych językach.

## Historia
Scriptio continua wykształciło się w epoce archaicznej. W starożytnej Grecji i Rzymie styl ten był używany do pisania różnych tekstów, w tym pism filozoficznych, literackich i administracyjnych. W tamtych czasach nie istniały jeszcze jednolite zasady interpunkcji, dlatego pisanie bez przerw między słowami i bez użycia znaków interpunkcyjnych było wśród ówczesnych pisarzy powszechne.
W późniejszych okresie, zwłaszcza w średniowieczu, zaczęto stosować interpunkcję oraz odstępy między słowami, co ułatwiło odczytywanie tekstów i zrozumienie ich treści. Mimo to, styl scriptio continua pozostał popularny w tej epoce w niektórych środowiskach i dla niektórych gatunków literackich, takich jak kodeksy rękopiśmienne i inne teksty dotyczące prawa oraz teologii.
Współcześnie styl ten rzadko jest używany w komunikacji pisanej.